# 인터넷 계층
인터넷 계층(Internet layer)은 인터넷 프로토콜 스위트에서 인터네트워킹 메소드, 프로토콜, 사양을 모아둔 것으로, 네트워크 경계를 거쳐 호스트로부터 기원한 네트워크 패킷을 필요하면 IP 주소로 지정된 목적지 호스트로 전송하기 위해 사용된다. 인터넷 계층은 게이트웨이를 통하여 서로 여러 네트워크를 연결하는 개념인 인터네트워킹을 용이하게 하는 기능으로부터 이름을 따온 것이다.
인터넷 계층은 로컬 노트 간의 링크 상태를 관리하는 목적을 충족하는 프로토콜을 포함하지 않으며 링크 타입에 특화된 패킷 프레이밍에 기반한 프로토콜을 사용하는 것이 보통이다. 이러한 프로토콜들은 링크 계층에 속한다. 인터넷 계층 프로토콜은 IP 기반 패킷을 사용한다.
인터넷 계층의 일반적인 설계 관점은 견고함의 원칙이다: "수신 대상을 자유케 하고 송신 대상을 보수적으로 하는 것" (잘못 동작하는 호스트는 다른 수많은 사용자들에 대해 인터넷 서비스를 거부할 수 있다)

## 핵심 프로토콜
인터넷 계층의 주된 프로토콜은 인터넷 프로토콜(IP)이다. 2개의 버전으로 구현되어 있다: IPv4, IPv6. 인터넷 제어 메시지 프로토콜(ICMP)은 주로 기능 오류 및 진단을 위해 사용된다. IPv4와 IPv6에 대한 각기 다른 구현체들이 존재한다. 인터넷 그룹 관리 프로토콜(IGMP)는 멀티캐스트 그룹 멤버십을 확립할 목적으로 IPv4 호스트와 인접한 멀티캐스트 라우터들이 사용한다.

## OSI 모델과의 관계
분명한 주요 참조들과 규범적인 표준 문서에도 불구하고 인터넷 계층은 종종 "네트워크 계층"으로 잘못 불린다. TCP/IP 모델의 인터넷 계층이 개방형 시스템 간 상호 접속(OSI) 프로토콜 스택의 네트워크 계층(세 번째 계층)과 직접적으로 쉽게 비교되기 때문에 그러하다.
이들이 일부 겹치는 부분은 있지만 이 두 모델들은 각기 다른 분류 방식을 표한다. 특히 이러한 계층에 놓인 프로토콜의 허용되는 특징들(예: 접속 지향인지 무접속인지에 따라)이 모델 간에 차이점으로 존재한다. OSI의 네트워크 계층은 네트워크의 기능을 가능케 하는 모든 프로토콜을 위한 캐치 올(catch-all) 레이어이다. 반면 인터넷 계층은 특히 인터넷 프로토콜을 사용하여 인터네트워킹을 가능케 하는 프로토콜의 스위트로 볼 수 있다.

## IETF 표준
- RFC 791, Internet Protocol (IP), J. Postel, September 1981
- RFC 792, Internet Control Message Protocol (ICMP), J. Postel, September 1981
- RFC 815: IP Datagram Reassembly Algorithms, D. Clark, July 1982
- RFC 816: Fault Isolation and Recovery, D. Clark, July 1982
- RFC 879, The TCP Maximum Segment Size and Related Topics, J. Postel, November 1983
- RFC 950, Internet Standard Subnetting Procedure, J. Mogul and J. Postel, August 1985
- RFC 1108: Internet Protocol Security Options,  B. Schofield, October 1989
- RFC 1112, Host Extensions for IP Multicasting, S. Deering, August 1989
- RFC 1122, Requirements for Internet Hosts—Communication Layers, IETF, R. Braden (Editor), October 1989
- RFC 1123, Requirements for Internet Hosts—Application and Support, IETF, R. Braden (Editor), October 1989
- RFC 3439, Some Internet Architectural Guidelines and Philosophy, R. Bush, D. Meyer, December 2002